# أدلة الوحدانية في الرد على النصرانية
أدلة الوحدانية في الرد على النصرانية هو كتاب من تأليف الإمام شهاب الدين القرافي (ت 684هـ) ونسبه‌ البعض‌ خطأً إلي‌ محمد بن صفي الدين الحنفي. ذكره الباباني البغدادي في هدية العارفين باسم «الأدلة الوحدانية في الرد على النصرانية». وحقق الكتاب عبد الرحمن دمشقية، ونشره عام (1408هـ - 1988م)، في 116 صفحة.
كشف فيه الإمام القرافي عن شبهات النصارى ضد الإسلام، وبيّن ما تضمنه كتابهم من بشارات عن النبي محمد، كما تطرق إلى مجامع النصارى وتوصياتها. قسمه إلى أربعة أصول، فخصّص الأصل الأوّل للحديث عن اعتقادهم في الإله وتوصيات مجامعهم وتكفير بعضهم لبعض، وفي هذا الأصل سبعة فصول:
- الفصل الأول: في حلول الكلمة بزعمهم في مريم البتول واتحادها مع يسوع.
- الفصل الثاني: في سبب كون المسيح جاد بنفسه وسهل عليه سفك دمه.
- الفصل الثالث: في حكاية صلب المسيح بزعمهم.
- الفصل الرابع: في دليلهم على الثالوث من المنقول وتمثيلهم له بالمعقول.
- الفصل الخامس: في إشارة التوراة إلى الصليب وإلى ضرب الناقوس.
- الفصل السادس: في إشارة التوراة وكتب الأنبياء إلى مجيء المسيح إما بإشارة أو بتصريح.
- الفصل السابع: في اعتقاد كل فريق منهم في الإله من طريق المعقول وسبب وضعهم للأمانة (أي ما يصدر عن المجمع من مبادئ وقرارات)، وذكر مجامعهم العشرة.

وخصص الأصل الثاني للرد عليهم، وخصص الثالث لبيان تناقض أناجيلهم، وخصص الرابع لبيان ما تضمنته كتبهم من البشارة برسول الإسلام، فقال ما نصه: «...وسميت الكتاب: أدلة الوحدانية في الرد على النصرانية، وقسمته على أربعة فصول: الأصل الأول: حكاية مذهب النصارى على جليته، وكيف استدلوا - بزعمهم - على صحته من المنقول، واعتقاد كل فريق منهم في الإله من طريق المعقول وسبب وضعهم للأمانة (أي ما يصدر عن المجمع من مبادىء وقرارات)، وحكاية مجامعهم العشرة وكيف كفّر بعضهم بعضاً ولعن بعضهم بعضاً، وكيف ارتكبوا في هذه المجامع الضلالات، ووقعوا في حيرة في معرفة خالق الأرضين والسموات، وكلما أرادوا أن يخرجوا بمجمع منها إلى الوجود ردتهم قلة معرفتهم إلى نهاية الجمود. وفي هذا الأصل سبعة فصول. الأصل الثاني: في الرد عليهم وفيه نقض الفصول. وفي هذا الأصل تبيين كشف أسرارهم وهتك أسرارهم، وأنهم ارتكبوا المستحيل، وخالفوا ما جاء في التوراة والإنجيل. الأصل الثالث: في بيان غلط النقلة للأناجيل وبيان تناقضها. الأصل الرابع: في ذكر النبي الأمي في الإنجيل كما أخبر عنه في محكم التنزيل.»
وقد أهدى الإمام القرافي هذا الكتاب إلى السلطان الملك الكامل، فقال في مقدمة كتابه: «...هذا ولما رأيت مولانا السلطان الملك الكامل الناصر لدين الله بالمعالي، الجامع للمفاخر والمعالي، أدام الله نصرته وأعز أسرته وحمى به منار الملك وأسرّته، وشكر عن المسلمين والإسلام سيرته وسريرته، ونوّر في أعلى منار بالشريعة بصره وبصيرته، ولا زالت دولته طويلاً ديلها جميلاً مع الليالي والأيام سيرها، وسبيلها مجلوباً على الأولياء خيرها، مجلباً على الأعداء حلها، قد أقام للعلوم أسواقاً فأفاضت به تفد الأفول أقمارها، وظهرت به بعد الدروس آثارها، وجمع بسعادته ما تفرق من شملها. وقوي بإنعامه ما وهن من حبلها، وعظم بإكرامه ما انحمل من أهلها، فصار جنابه مراد الرائدين، وملجأ الوافدين والقاصدين وموسم الآمال وكعبة الإقبال. يهدي إليه كل أحد على قدره وطاقته ومكنته من الفضل واستطاعته رجاء النفاق عليه، إذ لا موئل للأفاضل والفضائل إلا إليه، إذ هو بصير العلماء، وخبير الفضلاء، إن قُصِدَ إليه فَنِعْم مطرح الرجاء، وإن اسْتُنِد إليه كان محط الالتجاء. لما رأى الملوك تفننهم في الإهداء، وما يعرضونه بمقام البهاء والسناء من كلام منثور ومنظوم، كالوشي المرقوم، والسحاب المركوم وهو ذو إصغاء إلى قليلهم لا يملّ من ناشرهم وناظمهم وناقلهم، إن نظر كان له نظر مصيب، وإن تكلم وجد له في كل علم نسيب، أجلتُ طرف الفكر ميدان النظر أيّ فن أقصد إليه. وأرجو من الله أن يثيبني في الآخرة عليه. فظهر لي أن أولى ما تصرف إليه الهمم، وتتفاوت فيه القيم، وتتنافس فيه الأفاضل، ويتميز به المفضول من الفاضل الذب عن حوزة الدين، وحراسة بيضة المسلمين بالبحث في الملل والأديان وإقامة الدليل على وحدانية الملك الديان بالنظر السليم والفكر القويم المفضي إلى المعارف المنجي من المتالف، الداعي إلى الرشاد، المنقذ من الضلال، والفساد المفترض على العباد، ليُعرف الله تعالى حق معرفته، ويُنزَّه عما يجوز على بريته، مظهراً للدين الحنيفي الدعائم والأركان، موضحاً ظهوره على جميع الأديان. فنظرت في أهل الشرائع والمذاهب، وتفكرت فيمن هو فيها عن التوحيد ذاهب فلم أجد سوى مذهب النصارى الضالين الحيارى، المتشبثين بخيوط العنكبوت، القائلين بحلول اللاهوت في الناسوت. ووجدتهم مع قلة علمهم وعدم فهمهم وكثرة جهلهم قد طبقوا أكثر الأرض بطولها والعرض، فقلت: الآن ظفرت بطلبي، وحصل لي بحمد الله مطلبي، فرأيت أن أصنف لمولانا السلطان أعزه الله تعالى في الرد عليهم كتاباً أتحفه فيه بغريبه، وأنفرد فيه بطريقة عجيبة، أجمع فيه مذاهبهم على جليّتها، وأخاطبهم بفصوص نصوصهم، وأجادلهم بها مجادلة الأقران، وأبارزهم على نقضها مبارزة الشجعان، وبالاختيار تظهر حيلة الأسرار، وبالامتحان يكرم الرجل أو يهان...»

## نبذة عن المؤلف
هو الشيخ الإمام شهاب الدين أبو العباس أحمد بن أبي العلاء إدريس بن عبد الرحمن بن عبد الله بن يلين المصري الصنهاجي الهفشي من قبيلة صنهاجة (من برابرة المغرب) القرافي المالكي الأشعري الفقيه الأصولي المفسر. ولد بمصر سنة 626 هـ، وأخذ كثيرا من علومه عن الإمام عز الدين بن عبد السلام الشافعي الملقب بسلطان العلماء، وكان إماما بارعا في الفقه والأصول والعلوم العقلية، وله معرفة بالتفسير، انتهت إليه إمامة ورياسة المذهب المالكي في عصره. قال قاضي القضاة تقي الدين ابن شكر: «أجمع الشافعية والمالكية على أن أفضل أهل عصرنا بالديار المصرية ثلاثة: القرافي بمصر القديمة، والشيخ ناصر الدين ابن المنير بالإسكندرية، والشيخ ابن دقيق العيد بالقاهرة» وكذلك عده الإمام جلال الدين السيوطي في طبقة من كان بمصر من المجتهدين. وقال فيه ابن فرحون: «هو الإمام الحافظ والبحر للافظ المفوه المنطيق، والآخذ بأنواع الترصيع والتطبيق، دلت مصنفاته على غزارة فوائده وأعربت عن حسن مقاصده جمع فأوعى وفاق أضرابه جنسا ونوعا».

## مقدمة المحقق
| أدلة الوحدانية في الرد على النصرانية | الحمد لله رب العالمين والصلاة والسلام على سيد الأنبياء والمرسلين وعلى آله وصحبه أجمعين أما بعد: فإني أحمد الله تعالى أن وفقني لخدمة واحد من كتب الأئمة المسلمين في الرد على النصارى وعقائدهم، وهو كتاب أدلة الوحدانية في الرد على النصرانية للشيخ أحمد بن إدريس القرافي رحمه الله (626 - 684 هـ). وقد ترك لنا السلف من العلماء المصنفات والرسائل الكثيرة التي كشفوا فيها شبهات النصارى ضد الإسلام، ودحضوا لهم كل حجة، وفندوا لهم كل قول فيما يعتقدونه في المسيح عليه الصلاة والسلام والأنبياء من قبله، وأثبتوا نبوته، وبينوا ما تضمنته كتبهم من البشارات الكثيرة بنبوة محمد ﷺ على ما تعرضت فيه من تحريف ونقص وزيادة. وقد تضمن هذا الكتاب كل ذلك وزاد بأن ذكر ما حدث في مجامعهم على وجه التفصيل، هذه المجامع التي لم تحقق جمعاً وإنما خلّف كل مجمع منها لعناً وشتماً وفرقة. فكان كل مجمع يوصي بلعن المجمع الذي كان قبله، وليس منشأ هذا إلا اعتمادهم في أقوالهم وآرائهم على الظن وما تهواه أنفسهم. وهذا أكده القرآن الكريم غاية التأكيد. قال تعالى: (وإن الذين اختلفوا فيه لفي شك منه ما لهم به من علم إلا اتباع الظن). وقد تعقب المصنف هذه المجامع موضحاً تهافت توصياتها وما كان يتمخض عنها بما يسمونه "الأمانة" كما ستجده في الكتاب. وقد وجدت هذه المخطوطة مصورة في مؤسسة الملك فيصل الخيرية - مكتب المخطوطات - برقم (105) ميكروفيلم، ووجدت من الإخوة القائمين على هذا القسم كل تعاون وتجاوب في سبيل استخراج هذه المخطوطة وتحقيقها فجزاهم الله عني خير الجزاء، ووفقنا وإياهم لما فيه خدمة هذا العلم، وآخر دعوانا أن الحمد لله رب العالمين. | أدلة الوحدانية في الرد على النصرانية |

## محتوى الكتاب
- مقدمة المحقق.
- ترجمة المؤلف.
- فصول الكتاب وتقسيماته.
- شبهات التثليث.
- الصليب والناقوس.
- المسيح في التوراة.
- إختلاف النصارى في طبيعة المسيح.
- المجمع الأول: مجمع نيقية.
- المجمع الثاني: مجمع صور.
- المجمع الثالث: مجمع قسطنطينية.
- المجمع الرابع: مجمع أفسس.
- المجمع الخامس: مجمع قسطنطينية الآخر.
- المجمع السادس: مجمع خلقدونية.
- المجمع السابع: ناسخ لسابقه.
- المجمع الثامن: المجمع القسطنطيني الثامن.
- المجمع التاسع: أيام معاوية بن أبي سفيان تلاعنوا فيه وكفر بعضهم بعضاً.
- المجمع العاشر: .
- مخالفتهم للتوراة والإنجيل وإبطال ثالوثهم.
- عقيدة الفداء.
- أسطورة التجسد.
- قضية الصلب.
- رد دعوى التثليث من العهدين (العهد القديم والعهد الجديد).
- الصليب وسبب تقديسه.
- كيف اتخذ النصارى الناقوس.
- إبطال النصارى للختان.
- هل بشرت التوراة بالمسيح.
- البشارة بالمصطفى صلى الله عليه وسلم.
- إبطال أدلتهم العقلية في دعوى ألوهية المسيح.
- الرد على اليعاقبة.
- الرد على الملكانية.
- التناقض جوهراً ومعنى.
- الإشارة إلى ما أخطأ فيه آريوس.
- نقد الأمانة التي قرروها في مجامعهم.
- رد أسطورة التجسد.
- الفداء عن الخطيئة مشجعة على ارتكاب كل خطيئة.
- هل تصلح المعجزات دليلاً على الألوهية.
- بيان أغلاط الأناجيل.
- البشارة بمحمد صلى الله عليه وسلم من الأناجيل.
- فهرس المصادر والمراجع.

## وصلات خارجية
- تحميل الكتاب من موقع مجلة الكتاب العربي
- تحميل الكتاب من موقع مكتبة كتب pdf الإلكترونية